# Ściana wizyjna

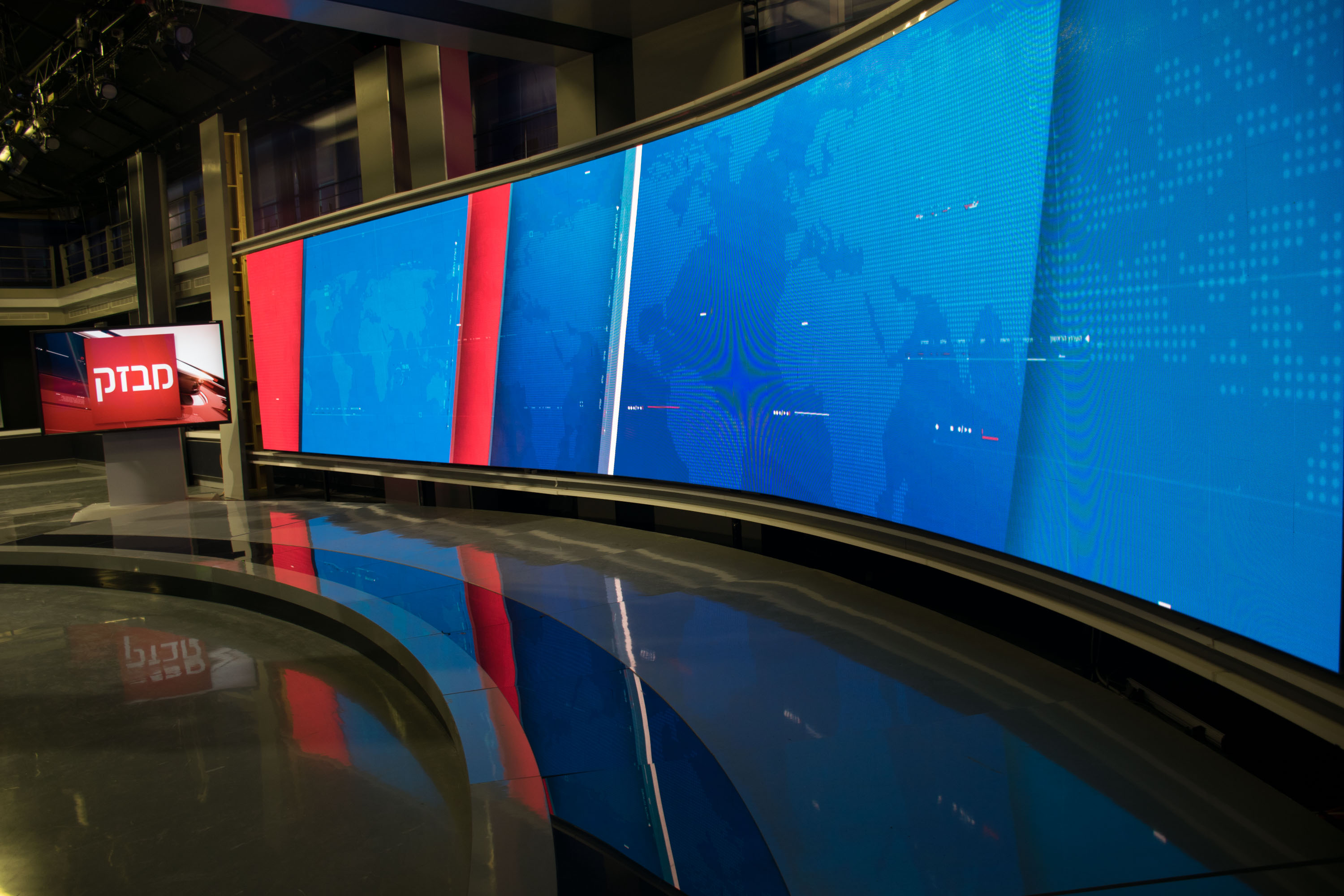
Ściana wizyjna w studiu telewizyjnym

Ściana wizyjna to specjalna instalacja składająca się z wielu ekranów, projektorów lub telewizorów ustawionych obok siebie lub nachodzących na siebie w celu utworzenia jednolitego, dużego ekranu. Do typowych technologii wyświetlania zaliczają się panele LCD, matryce LED, mieszane ekrany projekcyjne, wyświetlacze laserowo-fosforowe oraz tylne ekrany projekcyjne. Wcześniej wykorzystywano również rozwiązania typu telebim. Diamond Vision był podobny do telebimu, ponieważ oba systemy wykorzystywały technologię lamp elektronopromieniowych (CRT), ale istniały między nimi drobne różnice. Wczesne modele wyświetlaczy Diamond Vision wykorzystywały oddzielne monitory CRT, po jednym na każdy subpiksel. Późniejsze modele wyświetlaczy Diamond Vision i wszystkie telebimy wykorzystywały moduły wymienialne w terenie, zawierające po kilka kineskopów CRT, po jednym na subpiksel, które miały wspólne połączenia dla wszystkich kineskopów CRT w module; moduł był podłączony za pomocą pojedynczego szczelnego złącza, które było odporne na warunki atmosferyczne.
Ekrany zaprojektowane specjalnie do użytku na ścianach wizyjnych mają zazwyczaj wąskie obramowanie, aby zminimalizować odstęp pomiędzy aktywnymi obszarami wyświetlania. Dodatkowo są konstruowane z myślą o długotrwałej eksploatacji. Takie ekrany często zawierają osprzęt niezbędny do łączenia podobnych ekranów w tzw. stosy, a także połączenia szeregowe do zasilania, przesyłu wideo i sygnałów sterujących między ekranami. Operator wysyłając sygnał polecenia może na przykład włączać i wyłączać wszystkie ekrany na ścianie wizyjnej lub kalibrować jasność pojedynczego ekranu po wymianie żarówki (w przypadku ekranów projekcyjnych).
Powodami stosowania ściany wizyjnej zamiast pojedynczego dużego ekranu mogą być możliwość dostosowywania układu kafelków, większa powierzchnia ekranu w stosunku do kosztu jednostkowego oraz większa gęstość pikseli w stosunku do kosztu jednostkowego, ze względu na ekonomikę produkcji pojedynczych ekranów o nietypowym kształcie, rozmiarze lub rozdzielczości.
Ściany wizyjne znajdują zastosowanie między innymi w dyspozytorniach, na stadionach i innych dużych obiektach publicznych. Przykładami są ściana wideo na hali odbioru bagażu na lotnisku międzynarodowym w Oakland , gdzie pasażerowie muszą oglądać obraz z dużej odległości, oraz ściana wideo składająca się ze 100 ekranów na lotnisku międzynarodowym McCarran, która służy jako platforma reklamowa dla 40 milionów pasażerów przewijających się przez lotnisko każdego roku. Ściany wizyjne sprawdzają się również w mniejszych miejscach, gdzie widzowie mogą oglądać ekrany zarówno z bliska, jak i z daleka. Na przykład ściana wizyjna o rozmiarze 100 cali, znajdująca się w głównym holu Biblioteki i Centrum Edukacyjnego w Lafayette ma wystarczającą wielkość, aby przechodzący w oddali przechodzień mógł oglądać zdjęcia, a jednocześnie zapewnia obserwatorowi znajdującemu się w pobliżu wystarczającą rozdzielczość, aby mógł przeczytać o nadchodzących wydarzeniach.
Proste ściany wizyjne można obsługiwać za pomocą kart graficznych obsługujących wiele monitorów, jednak bardziej złożone rozwiązania mogą wymagać specjalistycznych procesorów graficznych, zaprojektowanych specjalnie do zarządzania i obsługi dużych ścian wizyjnych. Do wdrażania ścian wizyjnych można również stosować technologię opartą na oprogramowaniu, wykorzystującą zwykłe komputery PC, wyświetlacze i sprzęt sieciowy.
Największa ściana wizyjna w 2013 r. znajdowała się na tylnej prostej toru wyścigowego Charlotte Motor Speedway. Urządzenie zostało opracowane przez firmę Panasonic, ma wymiary 61 x 24 metra i wykorzystuje technologię LED. W 2014 roku na torze wyścigowym Texas Motor Speedway zainstalowano jeszcze większy ekran o wymiarach 66 x 38 metra.
Przeznaczenie ściany wizyjnych nie jest ograniczone do jednego celu, obecnie są wykorzystywane w dziesiątkach różnych zastosowań.